# Municipio de Hickory Grove (Indiana)
El municipio de Hickory Grove (en inglés: Hickory Grove Township) es un municipio ubicado en el condado de Benton en el estado estadounidense de Indiana. En el año 2010 tenía una población de 409 habitantes y una densidad poblacional de 5,46 personas por km².

## Geografía
El municipio de Hickory Grove se encuentra ubicado en las coordenadas 40°31′14″N 87°28′51″O / 40.52056, -87.48083. Según la Oficina del Censo de los Estados Unidos, el municipio tiene una superficie total de 74.85 km², de la cual 74,85 km² corresponden a tierra firme y (0 %) 0 km² es agua.

## Demografía
Según el censo de 2010, había 409 personas residiendo en el municipio de Hickory Grove. La densidad de población era de 5,46 hab./km². De los 409 habitantes del municipio de Hickory Grove, la información censal por razas indica que un 83,86 % eran Blancos, un 1,47 % afroestadounidenses, el 12,71 % eran de otras razas y el 1,96 % eran de una mezcla de razas. Del total de la población el 27,87 % eran hispanos o latinos de cualquier raza.